# Simone Buchholz
Simone Buchholz (* 10 de marzo de 1972 en Hanau, centro-sur-oeste de Alemania) es una autora alemana de novela criminal.

## Vida
Simone creció en Spessart, no lejos de su Hanau natal en el centro de Alemania. Tras dejar los estudios de Literatura y Filosofía en Wurzburgo completó estudios de periodismo en la escuela Henri-Nannen en Hamburgo. Trabajó en las revistas Neon, Maxi y Woman.
Hoy en día se gana la vida como escritora, vive en Hamburgo y está casada con un alemán de padres italianos, con el que tiene un hijo.
Tiene afición por el fútbol.

## Reconocimientos
- 2016: Premio Colonia criminal por su obra Blaue Nacht[4]
- 2017: Premio de literatura criminal de Radio Bremen por la serie de la fiscal Chastity Riley[5]
- 2017: Segundo puesto en el premio de novela criminal alemana, en la categoría nacional por su libro Blaue Nacht[6]
- 2018: Premio de novela criminal de Stuttgart en la categoría mejor criminalidad económica por su obra Beton Rouge[7]
- 2019: Primer puesto en el premio de novela criminal alemana, en la categoría nacional por su libro Mexikoring[8]

## Obras
Su primer libro Der Trick ist zu atmen (El truco es respirar) se publicó en 2003, en 2008 ve la luz su primera novela Revolverherz, en la que la fiscal Chastity („Chas“) Riley investiga en la ciudad de Hamburgo. Desde entonces escribe ocho continuaciones con nuevos casos para Riley, junto a algunos relatos cortos.
Además ha publicado libros de no-ficción sobre relaciones entre hombres y mujeres.
No tiene libros traducidos al español.

### Novelas criminales de la serie de Chastity-Riley
- 2008 Revolverherz. Ein Hamburg-Krimi,  Droemer Verlag, ISBN 978-3-426-19813-1
- 2010 Knastpralinen. Ein Hamburg-Krimi, Droemer Verlag, ISBN 978-3-426-19814-8
- 2011 Schwedenbitter. Ein Hamburg-Krimi, Droemer Verlag, ISBN 978-3-426-22605-6
- 2012 Eisnattern. Ein Hamburg-Krimi, Droemer Verlag, ISBN 978-3-426-22623-0
- 2013 Bullenpeitsche. Ein Hamburg-Krimi, Droemer Verlag, ISBN 978-3-426-22643-8
- 2016 Blaue Nacht, Suhrkamp Verlag, ISBN 978-3-518-46662-9
- 2017 Beton Rouge, Suhrkamp Verlag, ISBN 978-3-518-46785-5
- 2018 Mexikoring, Suhrkamp Verlag, ISBN 978-3-518-46894-4
- 2019 Hotel Cartagena, Suhrkamp Verlag, ISBN 978-3-518-47003-9

### Otros libros
- 2003 Der Trick ist zu atmen: Erste Liebe, erster Sex und wie du beides überlebst, Kiepenheuer & Witsch, ISBN 978-3-462-03234-5
- 2007 Er kommt, sie kommt. Das Orgasmus Buch, mit Harald Braun, Lübbe Ehrenwirth, ISBN 978-3-431-03708-1
- 2009 Gangster of Love: Warum Frauen auf die falschen Männer stehen, Knaur Taschenbuch, ISBN 978-3-426-78132-6
- 2010 Pasta per due: So schmeckt die Liebe, Roman, Knaur Taschenbuch, ISBN 978-3-426-78270-5

## Enlaces
- Web oficial de Simone Buchholz
- Descripción (en alemán) en el foro de novela criminal krimi-forum.de
- Búsqueda de esta autora en la Biblioteca Nacional de Alemania

- Datos: Q2288056